# Automatyczne planowanie

Przykładowy plan robota, który porusza blokami: podnieś B, połóż B na blat, podnieś C, połóż C na A

Automatyczne planowanie – dyscyplina sztucznej inteligencji, której celem jest opracowanie algorytmów umożliwiających autonomicznym systemom wybieranie i organizowanie swoich działań w celu osiągnięcia celu poprzez przewidywanie ich skutków. 

## Algorytmy planowania

### Klasyczne planowanie
Przykłady klasycznego planowania:
- Wnioskowanie w przód z szukaniem przestrzeni problemu z heurystykami[3]
- Wnioskowanie w tył

W 1994 pokazano, że klasyczne planowanie jest PSPACE-zupełne.

### Planowanie probabilistyczne
Planowanie probabilistyczne opiera się na rachunku prawdopodobieństwa.

### Planowanie wieloagentowe
Planowanie wieloagentowe polega na badaniu realizacji zadania przez kilku agentów, na przykład kilka robotów. Tworzenie planu i jego realizacja są wówczas często rozproszone/zdecentralizowane.

## Automatyczne planowanie w dużych modelach językowych
Można wyróżnić 8 kategorii zastosowań automatycznego planowania w dużych modelach językowych:
1. Tłumaczenie języków – tłumaczenie języka naturalnego na język planowania taki jak PDDL i vice-versa[10]
2. Generowanie planu – tworzenie planu bezpośrednio przez duży model językowy[11]
3. Tworzenie modelu – używanie dużego modelu do stworzenia modelu świata lub domenowego wymaganego do efektywnego planowania[12]
4. Planowanie wielo-agentowe – skupiające się na scenariuszach integracji wielu agentów i tworzeniu planów koordynacyjnych[13]
5. Interaktywne planowanie – Skupiająca się na scenariuszach iteratywnej pętli zwrotnej lub interaktywnej konwersacji z użytkownikiem[14]
6. Optymalizacja heurystyczna – Optymalizująca istniejący plan z użyciem dużych modeli językowych[15]
7. Integracja narzędzi – skupiająca się na narzedziach do orchiestracji narzędzi[16]
8. Planowanie inspirowane działaniem ludzkiego mózgu – skupiające się na architekturach dużych modeli językowych wzorujących się na procesach neurologicznych i kognitywnych[17]